# Amblyaspis vitellinipes
Amblyaspis vitellinipes är en stekelart som beskrevs av Jean-Jacques Kieffer 1913. Amblyaspis vitellinipes ingår i släktet Amblyaspis och familjen gallmyggesteklar. Inga underarter finns listade i Catalogue of Life.